# غروسكافالو
غروسكافالو؛ هي بلدية (بلدية) في مدينة تورينو الحضرية في المنطقة الإيطالية بيدمونت، وتقع في واحدة من فالي دي لانزو على بعد حوالي 50 كيلومتر (31 ميل) شمال غرب تورينو ، على الحدود مع فرنسا. يقع جبل ليفان في مكان قريب.
المقعد الجماعي في فرازيوني بيالبيتا. تقع مدينة غروسكافالو على حدود البلديات التالية:الادي ستورا وبالمه وبونيفال سور ارك (فرنسا) وسيريس وتشيرسول ريالي وتشيالامبيرتو ونواسكا.